# Volkswagen Touran
Volkswagen Touran este un vehicul comercializat de producătorul german de automobile Volkswagen.